# 長尾あや
長尾 あや（ながお あや、1987年5月12日 - ）は北海道室蘭市出身の女性アイドル。アルファ・ジャパン・プロモーションに所属していた。2007年現在活動停止中。

## 人物
- 身長：160cm。
- 血液型：B型。
- 趣味：お菓子作り、特技：バドミントン。

## 来歴
- クラリオンガール候補にノミネート、2004年7月月間投票一位獲得。
- ヤングジャンプ「制コレ2004」などのグラビアで活動。

## DVD
- Fade Out（トリコ・2005年10月22日発売）